# Gabriel Urdaneta
Gabriel José Urdaneta Rangel (Mérida, 7 gennaio 1976) è un ex calciatore venezuelano, di ruolo centrocampista.

## Palmarès

### Club

#### Competizioni nazionali
- Coppa del Liechtenstein: 1

Vaduz: 2005-2006